# مقاطعة يونيكوا (تينيسي)
مقاطعة يونيكوا هي مقاطعة في تينيسي، بلغ عدد سكانها 18٬313  نسمة، في 2010، عاصمتها إروين، تبلغ مساحتها 483 كيلومتر مربع.

## الموقع
تشترك في الحدود مع:
- مقاطعة واشنطن (تينيسي)
- مقاطعة يانسي
- مقاطعة ماديسون، كارولاينا الشمالية
- مقاطعة ميتشل، كارولاينا الشمالية
- مقاطعة كارتر
- مقاطعة غرين.

## التقسيمات الإدارية
- إروين.